# Konzilianz
Konzilianz (lat. conciliare ‚versöhnen‘) ist eine soziale Haltung, die sich um Entgegenkommen, Ausgleich und Versöhnung bemüht, Verständnis für den anderen oder auch den Gegner aufbringt.
Konziliante Menschen werden häufig als diplomatisch handelnde Menschen bezeichnet, der Begriff Konzilianz ist eher bildungssprachlich verbreitet.
Auch im Verhältnis Obrigkeit zu Untertan kann von Konzilianz gesprochen werden, wenn die Obrigkeit problematische Verhaltensweisen des Untertanen toleriert (siehe Johann Georg Rapp). 